# Tarsiger indicus
Tarsiger indicus е вид птица от семейство Muscicapidae.

## Разпространение
Видът е разпространен в Бутан, Виетнам, Индия, Китай, Мианмар и Непал.